# M4 (makroprocesor)
m4 je jazyk pro zpracování maker, který navrhli Brian Kernighan a Dennis Ritchie
v roce 1977. Jeho původním účelem byl překlad programů napsaných v dialektu Rational Fortran do běžného Fortranu. 
V současnosti se používá v několika různých nástrojích pro vývoj software (např. Bison, Autoconf) a pro generování konfiguračních souborů (např. sendmail)

## Použití
Makroprocesor kopíruje vstupní text na svůj výstup a při tom zpracovává nalezená makra.
Pomocí vestavěných maker je možné provádět činnosti jako:
- nahrazování textu
- parameter substitution
- vkládání souborů
- manipulace s řetězci
- podmíněné vyhodnocování
- aritmetické výpočty

## Příklad
Jednoduchý příklad, který by mohl být součástí knihovny pro generování HTML dokumentů. Ukazuje jak udělat automatické číslování kapitol:
```
define(`H2_COUNT', 0)
define(`H2', `define(`H2_COUNT', incr(H2_COUNT))' dnl
  `
<
h2
>
H2_COUNT. $1
<
/h2
>
')

H2(První kapitola)
…nějaký text…
H2(Druhá kapitola)
 ... další text…
H2(Závěr)
 ... konec ...
```

a výsledek po zpracování makroprocesorem:
```
<
h2
>
1. První kapitola
<
/h2
>

…nějaký text…

<
h2
>
2. Druhá kapitola
<
/h2
>

 ... další text…

<
h2
>
3. Závěr
<
/h2
>

 ... konec ...
```